# Născuți la comandă, Decrețeii
Născuți la comandă, Decrețeii este un film românesc din 2005 regizat de Florin Iepan, Răzvan Georgescu. Rolurile principale au fost interpretate de actorii Delia Budeanu.

## Distribuție
Distribuția filmului este alcătuită din:
- Zina Dumitrescu
- Paula Ciupitu
- Adrian Sângeorzan
- Delia Budeanu